# Il vigile
Il vigile è un film italiano del 1960, diretto da Luigi Zampa e interpretato da Alberto Sordi. Incassò 969.259.000 lire dell'epoca.
È l'ultimo film di Mario Riva, che morì poco dopo le riprese.

## Trama
Nella città di Viterbo, il disoccupato veterano della seconda guerra mondiale Otello Celletti riesce a farsi assumere come vigile motociclista del comune, grazie ad un caso fortuito (suo figlio ha salvato dall'annegamento il figlio di un assessore comunale) e alla sua ossessiva insistenza col sindaco.
L'importanza e l'autorità della nuova divisa gli danno modo di vendicarsi degli sfottò subiti e di sfogare tutte le sue ambizioni represse, nonostante il suo rendimento sul lavoro resti comunque mediocre. Il destino riserva però ad Otello una grande quanto inaspettata occasione: un giorno è chiamato a soccorrere una speciale automobilista in panne, nientemeno che la famosa attrice Sylva Koscina (nella parte di sé stessa).
Otello si precipita in aiuto dell'attrice e non si fa sfuggire l'opportunità di flirtare con lei, tanto da condonarle la contravvenzione per mancato possesso della patente e dei documenti di circolazione. L'attrice parla poi dell'episodio in televisione durante una puntata de Il Musichiere, suscitando le ire del sindaco che, dopo essere stato chiamato dal prefetto, decide di rimproverare Otello per non aver fatto il proprio dovere.
Otello lo prende alla lettera ed inizia a mostrarsi inflessibile e zelante; quando pochi giorni dopo ferma la macchina dello stesso sindaco per eccesso di velocità, lo multa nonostante le veementi proteste di quest'ultimo credendo si tratti di una prova per testare la sua imparzialità. Il sindaco invece, infuriato perché tutta la faccenda della multa lo ha compromesso con la moglie rivelando una sua relazione clandestina, il giorno dopo lo fa trasferire al canile municipale. Ne nasce uno scandalo, in cui la vicenda viene sfruttata per fini politici dai monarchici che fanno di Otello il loro futuro candidato alle prossime elezioni. Al processo che ne segue Otello è però costretto a fare marcia indietro e a ritrattare tutto, perché minacciato dal sindaco e dalla sua giunta di rendere pubbliche le magagne della sua famiglia.  
Otello, reintegrato come vigile, adesso ha imparato quando essere inflessibile e quando è meglio lasciar correre: un giorno vede di nuovo sfrecciare velocissima la macchina del sindaco e si guarda bene dal fermarla mentre si dirige verso la famosa "curva della morte". Pochi secondi dopo la macchina finisce fuori strada in un burrone: il sindaco ferito viene soccorso e trasportato in ambulanza, scortato da Otello che gli fa strada in motocicletta.

## Riferimenti
Benché il film uscisse nelle sale con la classica dicitura «Ogni riferimento a fatti realmente accaduti è puramente casuale», in realtà prendeva spunto da un fatto di cronaca accaduto nel luglio del 1959, cioè l'episodio del vigile Ignazio Melone che si era permesso di multare per un sorpasso vietato l'allora questore di Roma Carmelo Marzano. Quest'ultimo si risentì ed indignò alquanto per non essere stato riconosciuto e quindi agevolato dal vigile, al quale arrivò perfino a contestare la stessa validità della contravvenzione, asserendo che la sua manovra, a prescindere dalla presenza del cartello segnaletico, non costituisse affatto un pericolo. Il mensile Quattroruote (fascicolo del settembre 1959) fece un servizio con foto e didascalie per ricostruire l'episodio.
Esattamente come nel film, l'inflessibilità ed il rigore morale del solerte vigile vennero poi screditati da poco edificanti scoperte sulla sua famiglia, in particolar modo sulla sorella, che a Milano faceva la prostituta.

## Riprese
Gli esterni vennero girati a Viterbo, a Bagnaia e in prossimità di Frascati, precisamente sulla via Tuscolana.

## Censura
Per poter essere distribuito nelle sale la commissione di revisione cinematografica, presieduta dal sottosegretario di Stato Renzo Helfer, ritenne opportuno censurare due scene: la scena dello scambio di battute tra la moglie del vigile e il figlio («Ma è un'ingiustizia» «Meglio che ti ci abitui da piccolo alle ingiustizie perché da grande non ti ci abitui più») e la scena in cui l'amante del sindaco sta telefonando in abiti succinti e distesa su di un letto, in quanto ritenute offensive della morale. Tali scene sono state reintegrate soltanto nel 2004 dopo il restauro da parte di Sky e della Cineteca di Bologna. Nella pellicola (restaurata) messa in onda da Rete 4 nel pomeriggio del 17 Luglio 2024, le scene citate non sembrano esserci.

## Manifesti e locandine
In Italia, la realizzazione dei manifesti e delle locandine fu affidata al pittore cartellonista Giorgio Olivetti.